# 拜恩德斯冰原島峰
72°36′S 62°58′E / 72.600°S 62.967°E
拜恩德斯冰原島峰（英語：Binders Nunataks）是南極洲的冰原島峰，位於麥克羅伯特森地，處於舍格爾山以北69公里，屬於查爾斯王子山脈的一部分，根據澳大利亞探險隊拍攝的空中照片繪入地圖，現時由南極條約體系管理。